# Leptogenys iheringi
Leptogenys iheringi é uma espécie de formiga do gênero Leptogenys, pertencente à subfamília Ponerinae.